# Grande Prêmio dos Estados Unidos de Motovelocidade de 2006
O Grande Prêmio dos EUA de 2006 foi 11ª etapa do mundial de MotoGP de 2006. Aconteceu no fim de semana de 21 a 23 de julho nos 3.602 km do Laguna Seca Raceway nos EUA.

## MotoGP
| Pos | No | Piloto            | Moto     | Voltas | Tempo/Diferença | Grid | Pontos |
| --- | -- | ----------------- | -------- | ------ | --------------- | ---- | ------ |
| 1   | 69 | Nicky Hayden      | Honda    | 32     | 45:04.867       | 6    | 25     |
| 2   | 26 | Dani Pedrosa      | Honda    | 32     | +3.186          | 4    | 20     |
| 3   | 33 | Marco Melandri    | Honda    | 32     | +10.929         | 9    | 16     |
| 4   | 10 | Kenny Roberts Jr  | KR211V   | 32     | +11.941         | 3    | 13     |
| 5   | 71 | Chris Vermeulen   | Suzuki   | 32     | +27.439         | 1    | 11     |
| 6   | 21 | John Hopkins      | Suzuki   | 32     | +38.820         | 5    | 10     |
| 7   | 7  | Carlos Checa      | Yamaha   | 32     | +44.825         | 11   | 9      |
| 8   | 65 | Loris Capirossi   | Ducati   | 32     | +48.526         | 13   | 8      |
| 9   | 5  | Colin Edwards     | Yamaha   | 32     | +53.228         | 2    | 7      |
| 10  | 15 | Sete Gibernau     | Ducati   | 32     | +1:06.279       | 16   | 6      |
| 11  | 6  | Makoto Tamada     | Honda    | 32     | +1:11.941       | 14   | 5      |
| 12  | 17 | Randy de Puniet   | Kawasaki | 32     | +1:14.407       | 15   | 4      |
| 13  | 77 | James Ellison     | Yamaha   | 32     | +1:19.283       | 18   | 3      |
| 14  | 66 | Alex Hofmann      | Ducati   | 32     | +1:41.277       | 17   | 2      |
| 15  | 24 | Toni Elias        | Honda    | 31     | +1 Volta        | 12   | 1      |
| 16  | 30 | Jose Luis Cardoso | Ducati   | 31     | +1 Volta        | 19   |        |
| Ret | 46 | Valentino Rossi   | Yamaha   | 30     |                 | 10   |        |
| Ret | 56 | Shinya Nakano     | Kawasaki | 15     |                 | 8    |        |
| Ret | 27 | Casey Stoner      | Honda    | 14     |                 | 7    |        |